# Sabinere
Sabinerne (Latin: Sabini, ental Sabinus) var en italisk stamme, der dels boede ved Adriaterhavet, dels i mindre bosættelser i det område, hvor Rom opstod. Deres sprog var sydpicensk og hørte til den sabelliske del af de italiske sprog. Undersøgelser har påvist mange forbindelser mellem romerne og sabinerne, blandt andet i form af, at sabinske myter og religion er overtaget af romerne. Samkvemmet blev forstærket af, at en af Roms syv høje, Quirinal var en sabinsk landsby, før den blev indlemmet i byen Rom. I følge romersk historie var den anden af Roms konger, Numa Pompilius, sabiner. 
På latin blev de egne sabinerne oprindeligt havde beboet, kaldt for Sabinium, og omfattede dele af nutidens regioner Lazio, Umbrien og Abruzzo. 

## Historie
Det er nu almindelig enighed om, at sabinerne var et af de indoeuropæiske folkeslag, der invaderede den Italienske Halvø i det 2. årtusinde f.Kr. I antikken var der derimod helt anderledes forestillinger om sagen, især fordi græske forfattere som Dionysios af Halikarnassos, havde vidtløftige beretninger om, hvordan både romere og sabinere egentlig stammede fra Grækenland. 
På grund af det nære naboskab med romerne, var sabinerne et af de første af de sabelliske folkeslag, der blev opslugt af Rom. Det skete allerede i forbindelse med den sabinske krig, omkring 505-504 f.Kr. De sidste sabinere var den gruppe, der kaldtes picenere og boede længere fra Rom, ved Adriaterhavskysten. De blev først indlemmet i det romerske rige i forbindelse med Forbundsfællekrigen.

## Legenden om de sabinske kvinder
Den mytiske bortførelse skal have fundet sted kort tid efter, at Romulus havde grundlagt Rom. Han og hans tilhængere manglede kvinder, og forhandlede forgæves med nabofolkene om kvinder fra dem. Flere steder blev udsendingene spurgt om, hvorfor de ikke hellere tilbød asyl til kvindelige lovbrydere; på det vis kunne også en romer blive gift, ovenikøbet med at en af sin egen stand! Unge romere tog denne fornærmelse ilde op. Imens forberedte Romulus fejringen af consualia, festivalen opkaldt efter guden Consus, men også til ære for Neptun Equester - Neptun som hestenes gud.  Ifølge Livius deltog mange fra Roms nabobyer i festivalen, dertil alle sabinere, medbringende koner og børn. De blev gæstfrit modtaget, og var meget overraskede over, hvor hurtigt Rom var vokset. Da alle var optaget af legene, gav Romulus det aftalte signal, greb de unge romere fat i den sabinerinde, der stod nærmest; de kønneste af kvinderne var allerede udvalgt af senatorerne, og blev fulgt til senatorernes hus af plebejere efter aftale. Det forlød, at den kønneste pige var taget af en Thalassius, og da mange ville vide, hvor hun var blevet af, blev hans følge ved med at råbe, at de bragte hende til Thalassius, og sådan skal det romerske bryllupsråb være opstået.  (Romerne råbte ved bryllupper: "Talasius!" som en lykønskning.) 
Festivalen var omme, og de stjålne pigers forældre drog fortvivlede hjem, mens de påkaldte Neptun Equester, og påpegede, hvordan romerne havde brudt de grundlæggende regler for gæstfrihed. Romulus forsikrede pigerne om, at romerne ikke var gået sådan frem, hvis pigernes fædre ikke havde været så uvillige til at lade dem gifte sig med naboer. Nu ville de få status som hustruer med de medfølgende borgerrettigheder. Derfor skulle de åbne hjertet for de mænd, der allerede havde taget deres kroppe. "Et godt forhold begynder ofte med en krænkelse," påstod han. Derfor ville deres ægtemænd også behandle dem ekstra hensynsfuldt, i håb om at kunne erstatte de forældre og den hjemegn, de savnede. Romerne forsikrede, at de havde været motiveret af kærlighed og lidenskab, forsikringer der. ifølge Livius, "er meget virkningsfulde overfor kvinder." 
Noget senere skal sabinerne være gået til modangreb for at hente kvinderne hjem; men angiveligt stillede sabinerinderne sig mellem de kæmpende, og dermed blev freden genoprettet. Historien om "sabinerindernes rov" er fremstillet utallige gange i billedkunst og skulpturer.

## Trivia
- Sabine er et udbredt pigenavn i tysktalende lande, og betyder "sabinsk kvinde". Navnet var nærmest ukendt før 1940, og nåede sin højeste popularitet omkring 1960. Efter 1990 er der næsten ingen, der kaldes Sabine mere. [4] I Italien og Østeuropa benyttes varianten Sabina. [5]